# Filiberto de Chalôns
Filiberto de Chalôns (Nozeroy, Franco Condado, 18 de marzo de 1502, afueras de Florencia, 3 de agosto de 1530), también conocido como Filiberto de Orange, fue un aristócrata flamenco, príncipe de Orange y virrey de Nápoles entre 1528 y 1530. Fue un importante apoyo del emperador Carlos V en sus luchas contra Francisco I de Francia.

## Biografía
Era uno de los principales feudatarios flamencos, cuyas posesiones se extendían desde el Franco-Condado (eje ancestral de su casa) hasta el norte de los Países Bajos, adentrándose en otras zonas del Imperio y del Reino de Francia. Los estados que poseía en este, al igual que los de otros súbditos imperiales, habían sido confiscados por Francisco I. Su devolución constituyó una de las primeras reivindicaciones recogidas en el Tratado de Madrid que se impuso al monarca prisionero de acuerdo con el programa imperial de reintegración de todo el patrimonio territorial que se consideraba usurpado por la Corona de Francia tanto al César como a sus vasallos o aliados. El incumplimiento del tratado por el rey de Francia, una vez liberado, y el reinicio de las hostilidades tras la formación de la Liga de Cognac contra el emperador, convertía a Orange en uno de los vasallos imperiales más interesados en doblegar a Francisco I. Por otra parte, su reciente trayectoria lo había consagrado como un destacado general, incorporado a finales de 1526 a las tropas de Jorge de Frundsberg que poco después protagonizaron el saco de Roma. En esta situación, el príncipe asumió el cargo de virrey de Nápoles junto con el de capitán general de las tropas imperiales en Italia, convirtiéndose así en uno de los protagonistas de la lucha contra el papa y el rey de Francia.
Al igual que su predecesor (Carlos de Lannoy), Orange apenas residió en Nápoles durante los tres años de su mandato, ocupado en las operaciones militares del norte y el centro de Italia hasta su muerte tras el sitio de Florencia de 1530.
Al contrario que los Lannoy, los Chalôns no se asentaron en el reino napolitano y, poco después, su casa pasó a otro linaje, los Nassau, que se convertirían en los protagonistas del alzamiento de los Países Bajos contra el poder español. Fue sucedido como príncipe de Orange por su sobrino Renato de Châlon, hijo de su hermana Claudia de Châlon, y del conde Enrique III de Nassau-Breda.
Filiberto está enterrado en la Iglesia de los Cordeliers de Lons-le-Saunier.